# Saint-Jean-aux-Amognes
Saint-Jean-aux-Amognes è un comune francese di 469 abitanti situato nel dipartimento della Nièvre nella regione della Borgogna-Franca Contea.

## Società

### Evoluzione demografica
Abitanti censiti